# Episodi di Babylon 5 (quinta stagione)
La quinta e ultima stagione della serie televisiva Babylon 5 è stata trasmessa su TNT dal 21 gennaio 1998 al 25 novembre 1998.
| nº | Titolo originale                         | Titolo italiano            | Prima TV USA     | Prima TV Italia |
| -- | ---------------------------------------- | -------------------------- | ---------------- | --------------- |
| 1  | No Compromises                           | Nessun compromesso         | 21 gennaio 1998  |                 |
| 2  | The Very Long Night of Londo Mollari     | Il peso della colpa        | 28 gennaio 1998  |                 |
| 3  | The Paragon of Animals                   | L'inganno dei Drazi        | 4 febbraio 1998  |                 |
| 4  | A View from the Gallery                  | Eroi invisibili            | 11 febbraio 1998 |                 |
| 5  | Learning Curve                           | L'onore ritrovato          | 18 febbraio 1998 |                 |
| 6  | Strange Relations                        | Ricercati speciali         | 25 febbraio 1998 |                 |
| 7  | Secrets of the Soul                      | Segreti dell'anima         | 4 marzo 1998     |                 |
| 8  | Day of the Dead                          | La cometa dei Brakiri      | 11 marzo 1998    |                 |
| 9  | In the Kingdom of the Blind              | Nel regno dell'oscurità    | 18 marzo 1998    |                 |
| 10 | A Tragedy of Telepaths                   | La tragedia dei telepati   | 25 marzo 1998    |                 |
| 11 | Phoenix Rising                           | Sacrificio finale          | 1º aprile 1998   |                 |
| 12 | The Ragged Edge                          | Traffici illeciti          | 8 aprile 1998    |                 |
| 13 | The Corps is Mother, The Corps is Father | Caccia all'uomo            | 15 aprile 1998   |                 |
| 14 | Meditations on the Abyss                 | Addestramento nello spazio | 27 maggio 1998   |                 |
| 15 | Darkness Ascending                       | Il dominio dell'oscurità   | 3 giugno 1998    |                 |
| 16 | And All My Dreams, Torn Asunder          | Guerra contro l'Alleanza   | 10 giugno 1998   |                 |
| 17 | Movements of Fire and Shadow             | Attacco a Prima Centauri   | 17 giugno 1998   |                 |
| 18 | The Fall of Centauri Prime               | Il nuovo imperatore        | 28 ottobre 1998  |                 |
| 19 | The Wheel of Fire                        | Accordo segreto            | 4 novembre 1998  |                 |
| 20 | Objects in Motion                        | Tempo di addii             | 11 novembre 1998 |                 |
| 21 | Objects at Rest                          | Il tradimento di Lennier   | 18 novembre 1998 |                 |
| 22 | Sleeping in Light                        | Al sorgere del sole        | 25 novembre 1998 |                 |